# Oxyrhachis subserrata
Oxyrhachis subserrata är en insektsart som beskrevs av Walker. Oxyrhachis subserrata ingår i släktet Oxyrhachis och familjen hornstritar. Inga underarter finns listade i Catalogue of Life.